# Ангстрем, Кнут Юхан
Кну́т Ю́хан А́нгстрем (Онгстрём, швед. Knut Johann Ångström; 12 января 1857 года, Уппсала — 4 марта 1910 года, там же) — шведский геофизик, член Стокгольмской Академии наук. (1893). Сын Андерса Йонаса Ангстрема. Профессор Уппсальского университета с 1896. Исследовал поглощение инфракрасных лучей в различных веществах, построил компенсационный пиргелиометр и пиргеометр.